# 이선종
이선종(1944년 9월 15일 ~)은 대한민국의 종교인이다. 동주여자고등학교와 원광대학교 원불교학과를 나와 원불교 여수교당 교무, 교정원 문화부장, 서울교구장 등을 역임했고 참여연대 공동대표로 활동했다.

## 학력
- 동주여자고등학교 졸업
- 원광대학교 원불교학과 졸업

## 경력
- 종타원 원불교 서울교구 교구장
- 원불교 참여연대 공동대표
- 원불교 교정원 문화부 부장
- 원불교 여수교당 교무